# Barr
Barr település Franciaországban, Bas-Rhin megyében. Lakosainak száma 7086 fő (2022. január 1.). Barr Heiligenstein, Andlau, Gertwiller, Le Hohwald, Mittelbergheim, Obernai, Ottrott, Saint-Nabor, Saint-Pierre és Zellwiller községekkel határos.

## Népesség
A település népességének változása:
| Lakosok száma | 7137 | 7246 | 7378 | 7238 | 7219 | 7197 | 7174 | 7152 | 7086 |
|               | 2013 | 2015 | 2016 | 2017 | 2018 | 2019 | 2020 | 2021 | 2022 |